# جائزة فرنسا الكبرى 1981
جائزة فرنسا الكبرى 1981 هو سباق فورمولا 1 أقيم بتاريخ 5 يوليو 1981. كان الثامن من أصل 15 في بطولة العالم لسباقات الفورمولا واحد موسم 1981. حلّ الفرنسي ألن بروست أولا.